# محلة باب النبي
محلة باب النبي حي من الأحياء الرئيسية في مدينة الموصل القديمة في العراق. يقع ضمن منطقة أوسع تعرف بالقليعات. والحي من المحلات الكبيرة نسبيًا ويقع إلى الجنوب من محلة إمام إبراهيم. سميت بباب النبي نسبة إلى وجود مرقد النبي جرجيس عليه السلام فيها .

## معالم المحلة
- جامع ومرقد النبي جرجيس